# История почты и почтовых марок Коста-Рики
История почты и почтовых марок Коста-Рики условно охватывает домарочный этап развития почтовой связи в этом государстве в Центральной Америке и период после введения в обращение почтовых марок (с 1863). Республика Коста-Рика является членом Всемирного почтового союза (ВПС; с 1883), а почтовое обслуживание в стране осуществляет государственная компания Correos de Costa Rica («Почта Коста-Рики»).

## Развитие почты
История почты на территории Коста-Рики отслеживается со времён испанского владычества, которое установилось после посещения коста-риканского берега Колумбом в 1502 году и длилось на протяжении 300 лет.
Ранняя почтовая связь большей частью осуществлялась вдоль маршрутов в прибрежных районах страны. Судя по сохранившимся почтовым пометкам, между 1800 и 1821 годами почтовые отделения имелись в пяти населённых пунктах Коста-Рики — в Алахуэле, Картаго, Сан-Хосе, Вилла-Нуэве (исп. Villa Nueva) и Вилла-Виехе (Villa Vieja; ныне Эредия).
В 1821 году, провозгласив независимость от Испании, Коста-Рика стала в дальнейшем частью Соединённых провинций Центральной Америки, а в 1838 году — отдельным независимым государством, что ознаменовало новые этапы в развитии почтовой службы в стране. В частности, в Конституции Соединённых провинций Центральной Америки 1824 года имелось положение об учреждении государственной почты, которое гласило, что конгресс должен открыть дороги и осуществлять перевозку почтовых отправлений. 10 декабря 1839 года постановлением правительства были введены первые почтовые правила и учреждена Национальная почтовая служба («Servicio Nacional de Correos»).
В 1863 году Коста-Рика принимала участие в Международном почтовом конгрессе в Париже, став единственной латиноамериканской страной, представленной на этом мероприятии. С 1 января 1883 года Коста-Рика присоединилась к ВПС.
23 марта 1868 года при правительстве Хесуса Хименеса Саморы был подписан контракт между секретарём развития (Secretaría de Fomento) и Лиманом Рейнольдом (англ. Lyman Reynold) с целью налаживания телеграфной связи в Картаго, Сан-Хосе, Эредии, Алахуэле и Пунтаренасе. Этот проект был завершён правительством в 1869 году в связи с уходом подрядчика. В 1970 году телеграфная связь, основанная на азбуке Морзе, прекратила работу и была заменена телетайпной или телексной связью.
В 1912 году Коста-Рика вошла в число стран — участниц Почтового союза американских государств, Испании и Португалии (UPAEP). 1 октября 1937 года Испанией был введён в обращение американско-испанский ответный купон (исп. Cupón-respuesta americoespañol). Он распространялся в странах этого почтового союза, включая Коста-Рику, до 29 февраля 1956 года.
В 1917 году строительной компанией англ. The English Construction C. O. Ltda. было построено расположенное в центре города Сан-Хосе здание почтамта. 14 октября 1980 года здание было объявлено памятником истории. Здесь же ныне находится Почтово-телеграфный и филателистический музей Коста-Рики (исп. Museo Postal, Telegráfico y Filatélico de Costa Rica).
- Отправка письма в Носаре[англ.] (1984)
- Здание почтамта[англ.] в Сан-Хосе (2003)

Законом № 7768 от 24 апреля 1988 года почтовое ведомство было преобразовано в публичную компанию в форме коммерческого предприятия Correos de Costa Rica S. A. («Почта Коста-Рики»), не зависящего от центральной власти. Будучи в настоящее время государственной компанией, Correos de Costa Rica S. A. продолжает быть современным почтовым оператором Коста-Рики, организационно подчиняясь Регулирующему органу общественных услуг (Autoridad Reguladora de Servicios Públicos).

## Выпуски почтовых марок

### Первые марки
Коста-Рика эмитирует собственные почтовые марки начиная с 1863 года, о чём был издан соответствующий правительственный декрет в 1862 году.
Самый первый выпуск почтовых марок был напечатан Американской банкнотной компанией. Они известны в филателистическом обиходе как «Реалы», так как их номинал был выражен в коста-риканских реалах, а также песо. Серия состояла из четырёх марок разного цвета и следующих номиналов, указанных на марках словами:
- «Medio real» — ½ реала (синяя),
- «Dos reales» — 2 реала (красная),
- «Cuatro reales» — 4 реала (зелёная) и
- «Un peso» — 1 песо (оранжевая)[≡].

- Почтовые марки из первого выпуска Коста-Рики (1863)
- ½ реала[англ.]: гашение красным круглым календарным штемпелем Сан-Хосе (Sc #1)
- То же, чёрный овальный почтовый штемпель Алахуэлы
- 2 реала: чёрный круглый штемпель Алахуэлы со звездой (Sc #2)
- 4 реала: негашеная (Sc #3)

### Начало регулярных выпусков
Коста-Рика начала производить регулярные почтовые выпуски с 1881 года. В частности, в 1881 году, после перехода валюты с реалов (reales) на новые песо (pesos) и сентаво (centavos), на первой серии 1863 года была сделана надпечатка новых номиналов для почтового обращения: «1 centavos», «2 centavos», «5 centavos» (все на марки «Medio real»), «10 centavos» (на «Dos reales») and «20 centavos» (на «Cuatro reales»). На марках номиналом в 5, 10 и 20 сентаво была также выполнена надпечатка аббревиатуры «U. P. U.» («ВПС»).
- 1881: надпечатка «2 cts.» («2 сентаво») на марке 1863 года в ½ реала[англ.]
- 1889: марка из стандартного выпуска с надписью «Correos y Telégrafos» («Почта и телеграф»), номиналом в 10 песо и с портретом президента Коста-Рики Бернардо Сото Альфаро (Sc #34)[^]
- Пример ранней цельной вещи Коста-Рики: маркированная почтовая карточка номиналом в 2 сентаво, дополнительно франкированная стандартной маркой в 1 сентаво и отправленная из Сан-Хосе в Рим через Новый Орлеан (1889)
- 1911: надпечатка «Correos / Un centimo» («Почта / 1 сентимо») на телеграфной марке (1910, 10 сентимо)[^][^]

### Выпуски в колонах
Первый выпуск в новых денежных единицах — колонах (colón) — был датирован 1900 годом и появился в почтовом обращении в 1901 году. Эта серия включает десять почтовых марок номиналом от 1 сентимо (céntimo) до 10 колонов (colones). Колон был введён в 1896 году, но почтовые марки с номиналами в прежней валюте оставались в обращении даже в течение нескольких лет после 1901 года.
В 1911—1912 годах на некоторых телеграфных марках Коста-Рики делалась надпечатка «Correos» («Почта») и нового номинала, после чего они применялись в качестве почтовых марок[≡].
В 1921 году были изданы первые памятные марки Коста-Рики. Первый почтовый блок появился в 1931 году.

## Другие виды почтовых марок

### Авиапочтовые
Первые авиапочтовые марки были эмитированы в Коста-Рике в 1926 году[≡]. На авиапочтовых марках делалась надпись (или надпечатка): «Correo aéreo» («Авиапочта»).
- Примеры авиапочтовых марок Коста-Рики
- 1926: первая авиапочтовая марка[^]
- 1937, ромбовидной формы: вулкан Поас. Марка посвящена 1-й ежегодной ярмарке Коста-Рики

- 1946[англ.]: чемпионат КККФ[англ.]
- 1964: XVIII летние Олимпийские игры
- 1967: 20-летие коста-риканской авиакомпании LACSA[англ.]

### Служебные
В период 1883—1937 годов в стране издавались служебные марки.

### Доплатные
Коста-риканские доплатные марки выходили в 1903—1915 годах. Надпись на доплатных марках гласила: «Multa» («Доплата»).

### Почтово-налоговые
С 1958 года в употреблении на всей территории страны были почтово-налоговые марки.

### Экспрессные
Для нужд быстрой доставки корреспонденции в Коста-Рике эмитировались экспрессные (спешные) марки. Первые подобные марки появились в обращении в 1972 году, и на них присутствует надпись «Entrega inmediata» («Немедленная доставка»).

### Почтово-гербовые
28 июля 1889 года были эмитированы почтово-гербовые марки, для чего на фискальных марках Коста-Рики номиналом в 1 и 5 сентаво была произведена надпечатка «Correos» («Почта») для их использования в почтовых целях.

### Телеграфные
В 1889, 1892 и 1901 годах были сделаны выпуски почтовых марок с надписью «Correos y Telégrafos» («Почта и телеграф»), что означало, что эти марки можно было применять как для почтовых, так и для телеграфных нужд[≡]. Марки 1892 года встречаются также с дополнительной надпечаткой «TELEGRAFO» («Телеграф»).
Первая серия собственно телеграфных марок с изображением поезда была эмитирована в 1907 году и состояла из восьми миниатюр номиналом от 5 сентимо до 10 колонов. Разработку дизайна и производство этих марок поручили компании Waterlow and Sons. Марки были подготовлены по эскизам Рональда Харрисона (Ronald A. Harrison).
В 1927 году компанией Waterlow and Sons была отпечатана повторная серия коста-риканских телеграфных марок того же дизайна и шести номиналов — от 5 сентимо до 2 колонов.
Кроме вышеуказанных марок, в 1910 году издавались телеграфные марки с изображением парохода. Это была серия из шести знаков почтовой оплаты номиналом от 5 сентимо до 10 колонов. Она была изготовлена Американской банкнотной компанией[≡].

## Надпечатки провинции Гуанакасте
В 1885—1889 годах на коста-риканских почтовых марках была сделана надпечатка «Guanacaste» («Гуанакасте») — по окончании войны с Никарагуа за суверенитет над провинцией Гуанакасте. Всего для этой провинции было выпущено 22 почтовых марки и четыре почтово-гербовых марки[≡].

## Марки-редкости
К числу марок Коста-Рики, встречающихся довольно редко и обладающих высокой коллекционной стоимостью, относятся:
- почтовая марка выпуска 1863 года «Cuatro reales», зелёная, с надпечаткой «20 cts. U. P. U.»[1];
- почтовая марка выпуска 1901 года, посвящённая Хуану Мора Фернандесу, красно-чёрная, номиналом в 2 сентимо, с перевёрнутым центром.

## Развитие филателии
Коллекционирование почтовых марок пользуется популярностью в Коста-Рике. Главной филателистической организацией страны является Федерация филателистических объединений Коста-Рики (Federación de Entitades Filatelicas de Costa Rica — FENCORI), представляющая также интересы коста-риканских коллекционеров в Международной федерации филателии. Регулярно проводятся национальные филателистические выставки. Так, например, в 1975 году состоялась 6-я национальная филателистическая выставка «Коста-Рика-75». К этому событию были приурочены четыре марки номиналом по 2.20 колона. Они вышли в свет 14 августа 1975 года и в качестве рисунков имели репродукции коста-риканских марок треугольной формы 1932 года (Yt #153—156).
В столице страны в старинном здании почтамта Сан-Хосе находится почтово-филателистический музей.
К столетию первого почтового выпуска Коста-Рики в 1962 году было подготовлено юбилейное книжное издание. Его автор — Фредерик Гомез О’Нил (Frederick Gomez O´Neill). В 2004 году книга была удостоена медали имени Альваро Бонилла Лары, которая является наградой Межамериканской федерации филателии (ФИАП).
Любители филателистических материалов Коста-Рики из США и других стран объединяются в Общество коллекционеров марок Коста-Рики (SOCORICO). Оно было основано в 1963 году.

## Дополнительные факты
В 1924 году Коста-Рика и Уругвай стали первыми странами, которые эмитировали марки в честь предстоящих Олимпийских Игр, помимо страны — непосредственного организатора Олимпиады.